# Jerzy Leszczyński
Jerzy Leszczyński (ur. 6 lutego 1884 w Warszawie, zm. 9 lipca 1959 tamże) – polski aktor teatralny i filmowy, reżyser.

## Życiorys
Urodził się 6 lutego 1884 roku w Warszawie, ówcześnie na terenie Imperium Rosyjskiego. Pochodził z rodziny o tradycjach aktorskich. Był wnukiem aktorki Anny Leszczyńskiej, synem pary aktorskiej: Bolesława Leszczyńskiego i Honoraty Leszczyńskiej z Rapackich. Jego pierwszą żoną była aktorka Anna Belina (1884–1974), a drugą – aktorka teatralna i gwiazda kina międzywojennego Leokadia Pancewicz.
Uczęszczał do Klasy Dramatycznej przy Warszawskim Towarzystwie Muzycznym, ale jej nie ukończył. Na scenie zadebiutował w 1902 roku w warszawskim teatrze ogródkowym „Bagatela”. W 1903 roku wyjechał do Krakowa i tam z przerwami występował do 1916 roku, a następnie przeniósł się do Warszawy. W trakcie pobytu w Krakowie członek zwyczajny Klubu Sportowego „Cracovia”.
Podczas II wojny światowej wystąpił w jednej roli w Teatrze Miasta Warszawy (Theater der Stadt Warschau). Po tym występie, gdy zorientował się w charakterze tej sceny, więcej z jawnymi teatrami nie współpracował. Pracował jako kelner w kawiarniach Café Bodo oraz U aktorek. Po upadku powstania warszawskiego ponownie znalazł się w Krakowie, gdzie od marca 1945 do 1949 roku występował w Teatrze im. Juliusza Słowackiego. W latach 1949–1959 był aktorem Teatru Polskiego w Warszawie.
Reżyserował m.in. takie spektakle teatralne jak: Śluby panieńskie Aleksandra Fredry w Teatrze Narodowym w Warszawie (1926), w Teatrze Kameralnym TUR w Krakowie (1947), w Teatrze Ziemi Opolskiej w Opolu (1950) i w Teatrze im. Adama Mickiewicza w Częstochowie w Częstochowie (1952), Mąż z grzeczności Adolfa Abrahamowicza i Ryszarda Ruszkowskiego w Teatrze Miejskim im. Juliusza Słowackiego w Krakowie (1945), Zemsta Aleksandra Fredry w Teatrze Wojska Polskiego w Łodzi (1946), w Teatrze Rozmaitości w Warszawie (1948) i w Teatrze Ziemi Opolskiej w Opolu (1949), Grube ryby Michała Bałuckiego w Teatrze Śląskim im. Stanisława Wyspiańskiego w Katowicach (1946), Damy i huzary Aleksandra Fredry w Teatrze Ziemi Rzeszowskiej w Rzeszowie (1950), Radcy pana radcy Michała Bałuckiego w Teatrze Ludowym w Warszawie (1952) oraz Nora Henryka Ibsena w Teatrze im. Wojciecha Bogusławskiego w Kaliszu (1955).
W 1956 roku, w cyklu Mistrzowie polskiej sceny, powstał biograficzny film dokumentalny poświęcony Jerzemu Leszczyńskiemu. W filmie wystąpili: Elżbieta Barszczewska, Aleksander Dzwonkowski, Władysław Hańcza, Kazimierz Opaliński i Leon Pietraszkiewicz. Był autorem wspomnień Z pamiętnika aktora (Warszawa, Czytelnik, 1958).
Zmarł w 1959 roku w Warszawie, pochowany na cmentarzu Powązkowskim (Aleja Zasłużonych-1-99).

## Filmografia

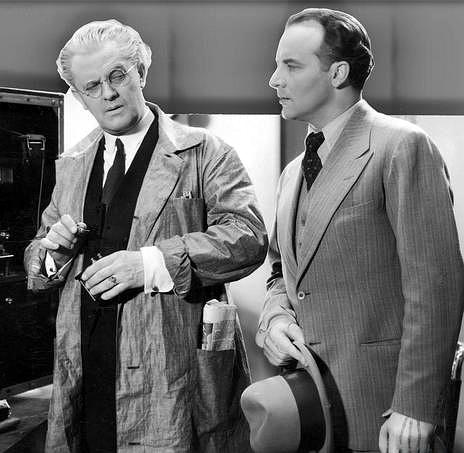
Leszczyński (L) i Igo Sym (P) w scenie filmu Szpieg w masce (1933)

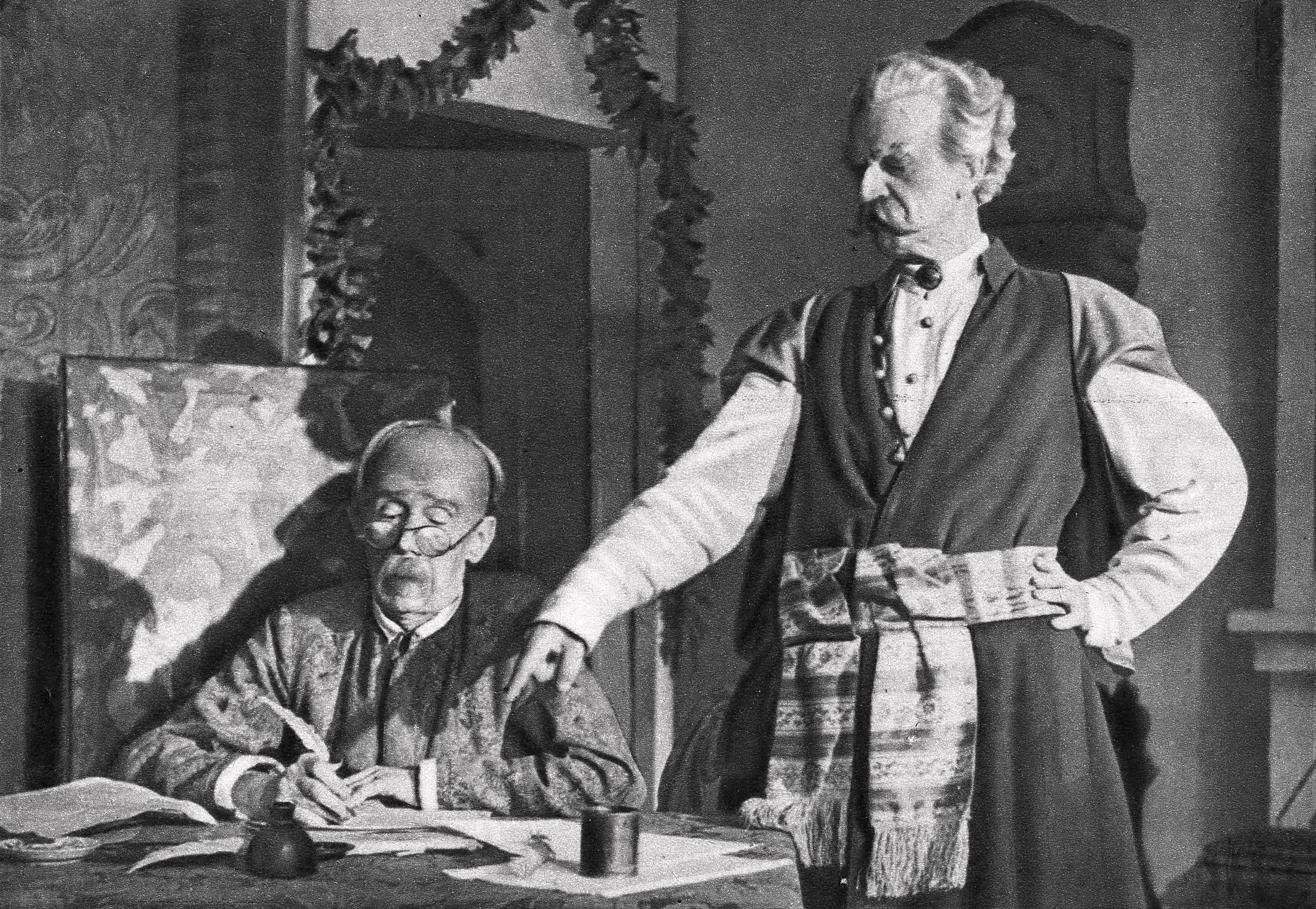
Ludwik Solski (L) i Leszczyński (P) w sztuce Zemsta (1948)

- 1911: Antek Klawisz, bohater Powiśla
- 1913: Antek kombinator
- 1913: Halka jako Janusz
- 1914: Fatalna godzina jako Świetlicz
- 1918: Carska faworyta jako minister Woroncow
- 1918: Melodie duszy jako książę Ornando
- 1921: Cud nad Wisłą
- 1921: Ludzie bez jutra jako pułkownik huzarów
- 1921: Karczma na rozdrożu jako kupiec
- 1927: Mogiła nieznanego żołnierza jako kapitan legionów Michał Łazowski
- 1928: Pan Tadeusz jako król Stanisław August Poniatowski
- 1929: W lasach polskich jako Berek Joselewicz
- 1933: Dzieje grzechu jako ginekolog
- 1933: Szpieg w masce jako profesor Skalski
- 1934: Córka generała Pankratowa jako hrabia Bobrow
- 1936: Barbara Radziwiłłówna jako Leszczyński
- 1936: Wierna rzeka jako doktor
- 1937: Dyplomatyczna żona jako hrabia Rossi
- 1937: Halka jako stolnik
- 1939/1941: Żona i nie żona
- 1948: Ulica Graniczna jako doktor Józef Białek

## Ordery i odznaczenia
- Krzyż Komandorski Orderu Odrodzenia Polski (22 lipca 1952)[2]
- Krzyż Oficerski Orderu Odrodzenia Polski (27 listopada 1929)[3][4]
- Złoty Krzyż Zasługi (dwukrotnie: 23 czerwca 1927[5], 13 listopada 1953[6])
- Złoty Wawrzyn Akademicki (5 listopada 1938)[7]
- Medal 10-lecia Polski Ludowej (19 stycznia 1955)[8]
- Medal 3 Maja[4]
- Oficer Orderu Legii Honorowej (Francja, 1931)[9][10]
- Kawaler Orderu Legii Honorowej (Francja)[4]

## Nagrody
- Nagroda Państwowa I stopnia „za całość działalności aktorskiej” (1955)[11]